# Realencyclopädie der Classischen Altertumswissenschaft

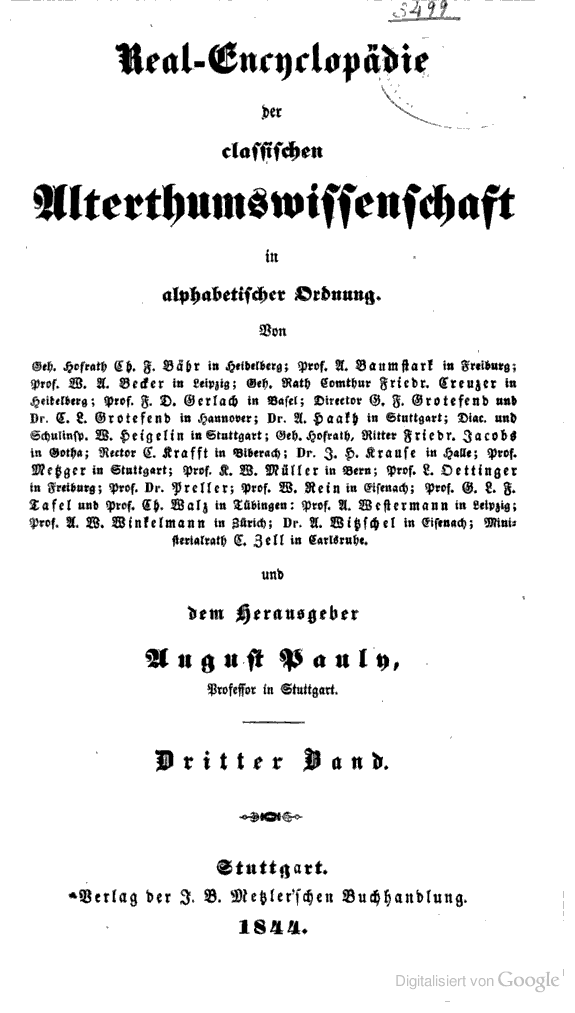
Karta tytułowa tomu III z 1844

Realencyclopädie der Classischen Altertumswissenschaft, znana też pod nazwami skróconymi RE i Pauly-Wissowa – wielotomowa niemiecka encyklopedia obejmująca swoim zasięgiem całość wiedzy o starożytności klasycznej. Razem z suplementami składa się na nią ponad sto tomów.
Pierwszy tom RE opublikował August Pauly w 1839, który zmarł w 1845, pozostawiając dzieło nieukończonym. Dokończenia pierwszego wydania podjęli się Christian Waltz i Wilhelm Teuffel. Przygotowana przez nich pierwsza edycja, ukończona w 1852, objęła sześć tomów. Podjęta w latach 1861–1866 druga edycja nie została ukończona.
W 1890 Georg Wissowa rozpoczął o wiele szersze i bardziej ambitne wydanie. Oczekiwał, że zostanie ono ukończone w ciągu dziesięciu lat – ostatni z 84 tomów ukazał się jednak dopiero w 1978, a indeks w 1980. Każdy artykuł pisany był przez wybitnych specjalistów w danej dziedzinie, artykuły biograficzne napisał w dużej części Friedrich Münzer. Jako że RE jest dziełem trzech pokoleń, wiele przyjętych rozwiązań może różnić się znacznie w zależności od wieku artykułu.

## Der Kleine Pauly (KlP)
Ze względu na znaczną objętość i cenę oryginalnego dzieła wydawnictwo Metzler Verlag opublikowało w latach 1964-1975 pięciotomową encyklopedię Der Kleine Pauly.

## Der Neue Pauly (DNP)
Między 1996 a 2003 wydano nową, krótszą, ale poprawioną i zmodernizowaną wersję – Der Neue Pauly – składającą się z 15 tomów i indeksu. Pierwsze 12 tomów to właściwy tekst encyklopedii, kolejne 3 to zarysy ogólne historii wiedzy o starożytności klasycznej, przy czym tom 12 i tom 15 zostały wydane w trzech częściach. Wydano ponadto siedem tomów dodatków, z których część jest jeszcze w druku. Całość przedstawia się więc następująco:
- Tomy 1-12: Altertum A–Z (tom 12 w trzech częściach)
- Tomy 13-15: Rezeptions- und Wissenschaftsgeschichte A-Z (tom 15 w trzech częściach)
- Dodatki:
  - Tom 1: Herrscherchronologien der antiken Welt, 2004, ISBN 3-476-01912-8
  - Tom 2: Geschichte der antiken Texte, 2007, ISBN 3-476-02030-4
  - Tom 3: Historischer Atlas der antiken Welt, 2007, ISBN 3-476-02031-2
  - Tom 4: Register zur Rezeptions- und Wissenschaftsgeschichte, 2005, ISBN 3-476-02051-7
  - Tom 5: Mythenrezeption, planowany na 2008, ISBN 3-476-02032-0
  - Tom 6: Gelehrte und Wissenschaftler der Klassischen Altertumswissenschaften (14.-20. Jhd.), planowany na 2010, ISBN 3-476-02033-9
  - Tom 7: Komparatistik der Antike, planowany na 2009, ISBN 3-476-02034-7